# Lygropia fusalis
Lygropia fusalis là một loài bướm đêm trong họ Crambidae.